# Дояздув
Дояздув (пол. Dojazdów) — село в Польщі, у гміні Коцмижув-Любожиця Краківського повіту Малопольського воєводства.
Населення — 989 осіб (2011).
У 1975-1998 роках село належало до Краківського воєводства.

## Демографія
Демографічна структура станом на 31 березня 2011 року:
|          | Загалом | Допрацездатний вік | Працездатний вік | Постпрацездатний вік |
| -------- | ------- | ------------------ | ---------------- | -------------------- |
| Чоловіки | 482     | 96                 | 336              | 50                   |
| Жінки    | 507     | 87                 | 317              | 103                  |
| Разом    | 989     | 183                | 653              | 153                  |